# Соснові ліси Гаїті
Соснові ліси Гаїті (ідентифікатор WWF: NT0305) — неотропічний екорегіон тропічних та субтропічних хвойних лісів, розташований на Гаїті.

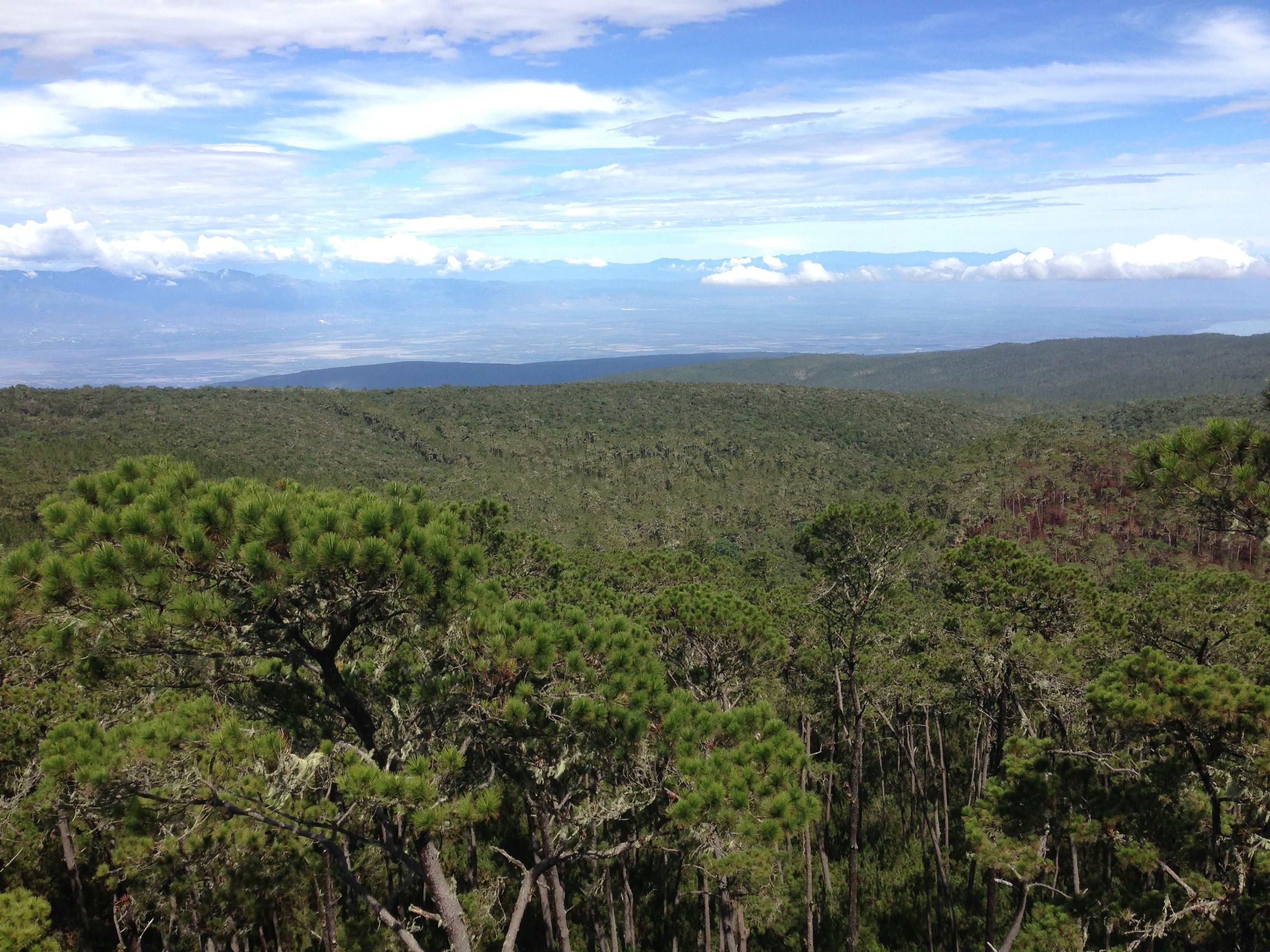
Сосновий ліс в горах Сьєрра-де-Баоруко

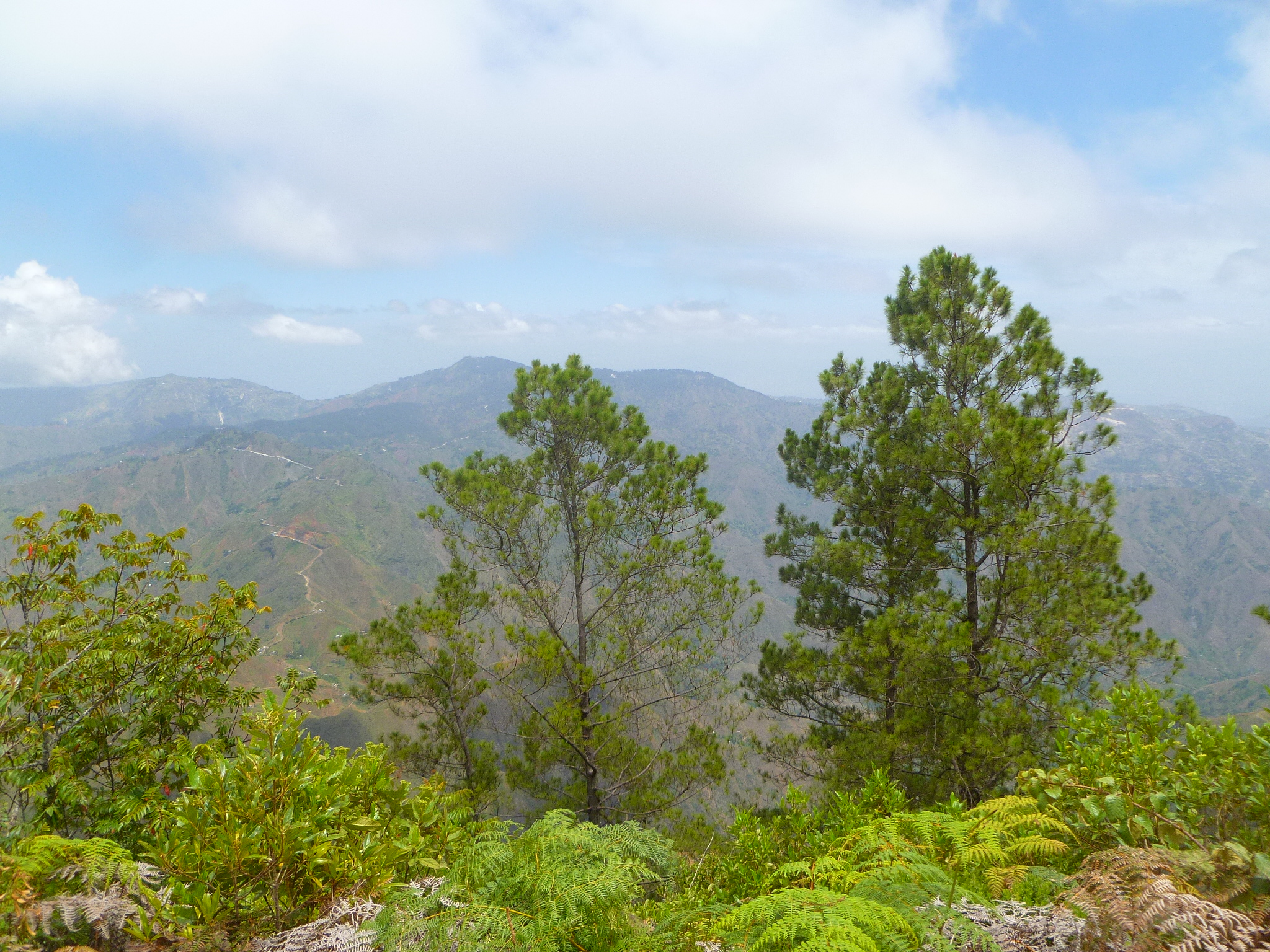
Сосновий ліс у Національному парку Ла-Візіт (Гаїті)

## Географія
Екорегіон соснових лісів Гаїті охоплює близько 15 % острова Гаїті або Еспаньйола — другого за площею острова Карибів, розташованого між Кубою і Ямайкою на заході та Пуерто-Рико на сході. Гаїті є частиною групи Великих Антильських островів. Адміністративно він розділений між Республікою Гаїті, що займає західну частину острова, та Домініканською Республікою, що займає його східну частину. Гаїті має складний гористий рельєф. Із заходу на схід його перетинають кілька гірських хребтів, що перемежовуються широкими долинами.
Соснові ліси поширені на гірських схилах найвищих гірських хребтів Гаїті. Найбільша ділянка екорегіону охоплює високогір'я Центральної Кордильєри на заході Домініканської Республіки, яка продовжується на території Гаїті як Масив-дю-Норд. Менші ділянки соснових лісів зустрічаються в горах Сьєрра-де-Неїба та Тру-д'О в центральній частині острова, в горах Сьєрра-де-Баоруко на південному заході Домініканської Республіки та в горах Сель і в Масиві-де-ла-Отт на південному заході Гаїті, зокрема на півострові Тібурон
Соснові ліси зазвичай ростуть на неглибоких, малородючих карбонатних та латеритних ґрунтах, переважно на висоті понад 800 м над рівнем моря. Вони є єдиним типом лісів, що зустрічавється на висоті понад 2100 м над рівнем моря, зокрема на горі Дуарте заввишки 3098 м, яка є найвищою вершиною Карибів. В горах екорегіону беруть початок найбільші річки Еспаньйоли, тому соснові ліси виконують важливу екологічну функцію, контролюючи дощовий стік та запобігаючи ерозії ґрунту. На більш низьких висотах соснові ліси переходять у вологі ліси Гаїті та сухі ліси Гаїті.

## Клімат
У високогір'ях екорегіону переважає високогірний субтропічний клімат (Cfb або Cwb за класифікацією кліматів Кеппена). Середньорічна температура тут коливається від 12 °C до 18 °C, а взимку (з грудня по лютий) температура може опускатися нижче 0 °C. Середньорічна кількість опадів в регіоні коливається від 1000 мм до понад 2000 мм, більшість з яких випадають з квітня по листопад. Незважаючи на нерегулярність дощів, їм вдається підтримувати певний рівень вологи в ґрунті протягом більшої частини року.

## Флора
Рослинний покрив екорегіону представлений сосновими лісами, у яких домінують гаїтянські сосни (Pinus occidentalis) — ендеміки острова Гаїті. Підлісок у соснових лісах доволі бідний за видовим складом і різниться в залежності від типів ґрунтів.
На висоті нижче 2100 м над рівнем моря гаїтянські сосни можуть утворювати мішані насадження з широколистяними деревами, а на більших висотах переважають чисті соснові насадження. На низьких висотах соснові ліси переважно ростуть на латеритних ґрунтах і перемежовуються ділянками вологих гірських тропічних лісів. Внаслідок деградації соснові ліси перемішуються з вологими тропічними лісами, утворюючи мішані насадження.
В соснових лісах екорегіону, особливо на схилах Кордильєри-Сентраль, зустрічаються деякі інші види хвойних дерев, зокрема гаїтянський яловець (Juniperus gracilior) та гаїтянський ногоплідник (Podocarpus buchii). Серед широколистяних рослин, поширених в екорегіоні, слід відзначити гаррію Фадьєна (Garrya fadyenii) та кубинську чорницю (Vaccinium cubense), які характерні для околиць Констанци та гір Сьєрра-де-Баоруко, шкірясту мірсину (Myrsine coriacea), поширену на північних схилах Кордильєри-Сентраль, поблизу Харабакоа та Сан-Хосе-де-лас-Матаса, а також гаїтянську будлею (Buddleja domingensis), поширену в горах Центральної Кордильєри.
Ліси, поширені у високогір'ях Гаїті, менш густі, ніж ліси, поширені на низьких висотах. Окрім гаїтянських сосен (Pinus occidentalis) в цих лісах також зустрічаються деревоподібні кожоби (Cojoba arborea), ланцетолисті оксандри (Oxandra lanceolata), домініканські дантонії (Danthonia domingensis), домініканські вербени (Verbena domingensis), пірчасті вейнманнії (Weinmannia pinnata) та різні види ліоній (Lyonia spp.).

## Фауна
Більшість ссавців, поширених на острові Гаїті, — це рукокрилі. Раніше на острові зустрічалося багато ендемічних гризунів та дрібних комахоїдних ссавців, зокрема гірські хутії (Isolobodon montanus), широкозубі хутії (Hyperplagiodontia araeum) та гаїтянські незофонти (Nesophontes zamicrus), однак майже всі вони вимерли після прибуття на Кариби європейських колоністів та появи на Гаїті численних інвазивних ссавців, зокрема свійських котів (Felis catus), чорних пацюків (Rattus rattus) та сірих пацюків (Rattus norvegicus). Єдиними місцевими наземними ссавцями, які збереглися на Гаїті, є гаїтянські хутії (Plagiodontia aedium) та гаїтянські щілинозуби (Solenodon paradoxus). Обидва види трапляються в гірських соснових лісах.
Серед птахів, поширених в соснових лісах Гаїті, слід відзначити антильського голуба (Patagioenas inornata), неоарктичного яструба (Accipiter striatus), темну сову (Asio stygius), білогорлого колібрі-бджолу (Mellisuga minima), темноголового тирана (Tyrannus caudifasciatus), острівного копетона (Myiarchus stolidus), соснового пісняра-лісовика (Setophaga pinus), карибського дрозда (Turdus plumbeus), рудогорлого солітаріо (Myadestes genibarbis), чорноволого потроста (Melanospiza bicolor), велику вівсянку-снігурця (Melopyrrha violacea) та церебу (Coereba flaveola).
Ендемічні золотисті білозорки (Tachycineta euchrysea), карибські шишкарі (Loxia megaplaga) та антильські чижі (Spinus dominicensis) зустрічаються майже виключно у гірських соснових лісах екорегіону. Майже ендемічними представниками екорегіону, які також зустрічаються в тропічних лісах на решті острова Гаїті, є гаїтянські тако (Coccyzus longirostris), гаїтянські сипухи (Tyto glaucops), гаїтянські колібрі-смарагди (Riccordia swainsonii), гаїтійські трогони (Priotelus roseigaster), антильські добаші (Nesoctites micromegas), гаїтійські гіли (Melanerpes striatus), домініканські амазони (Amazona ventralis), гаїтянські аратинги (Psittacara chloropterus), гаїтянські піві (Contopus hispaniolensis), пальмові ворони (Corvus palmarum), антильські ворони (Corvus leucognaphalus), гаїтянські дрозди (Turdus swalesi), синьоголові гутурами (Chlorophonia musica), чорноголові пальмагри (Phaenicophilus palmarum), сіроголові пальмагри (Phaenicophilus poliocephalus), зеленохвості пісняри (Microligea palustris), домініканські танагри (Spindalis dominicensis) та антильські трупіали (Icterus dominicensis).

## Збереження
Більше половини соснових лісів Гаїті були знищені або значно деградували, особливо на території Гаїті. У Домініканській Республіці хвойні ліси займають близько 6,25 % території країни. Основними загрозами для збереження природи регіону є деградація та знищення лісів внаслідок розвитку сільського господарства, надмірного випасу худоби, збирання дрів для виробництва деревного вугілля та пожеж, що розпалюються людьми.
Оцінка 2017 року показала, що 4129 км², або 36 % екорегіону, є заповідними територіями. Природоохоронні території включають: Національний парк Хосе Армандо Бермудеса, Національний парк Хосе дель Кармен Раміреса, Національний парк Валле-Нуево, Національний парк Сьєрра-де-Неїба, Національний парк Сьєрра-де-Баоруко та Науковий заповідник Ебано-Верде в Домініканській Республіці, а також Національний парк Пік-Макая та Національний парк Ла-Візіт в Гаїті.